# Свердловини-зрошувачі
Свердловини-зрошувачі (рос. скважины-оросители, англ. boreholes for feeding leaching solution; нім. Laugeberieselungsbohrlöcher n pl — свердловини, обладнані фільтром і призначені для зрошування руд при підземному вилуговуванні металів інфільтраційним потоком реаґенту. Буряться вертикально, похило чи горизонтально у стелині блоку, зоні обвалення, камері з замагазинованою рудою, з поверхні землі чи з гірничих виробок. Глибина С.-з. залежить від глибини залягання рудних тіл і може досягати 100 м, діаметр, як правило, 100 мм.